# Dawid Hilchen
Dawid Hilchen herbu Jelita (ur. 1561, zm. 1610) – pisarz ziemski wendeński w latach 1596–1610, sekretarz inflancki w latach 1597–1598, sekretarz Stefana Batorego.
Studiował w kraju i za granicą.